# Bataclan (París)
El Bataclan és una sala d'espectacles de París, edificada per l'arquitecte Charles Duval el 1864 i situada a l'11è districte de París. El sentit del seu nom a l'origen del teatre fa referència a l'opereta de Jacques Offenbach titulada Ba-ta-clan. El mot francès 'bataclan' vol dir 'gatzara, xivarri alegre'.

## Història
El Bataclan era, en principi, un cafè concert d'arquitectura xinesa, amb el cafè i el teatre a la planta baixa i una sala de ball al primer pis. S'hi representaven vodevils d'Eugène Scribe, Bayard, Mélesville o Dumersan, i s'hi feien també concerts.
L'establiment, que obre les portes el 3 de febrer de 1865, és recomprat gairebé de seguida per André-Martin Pâris. Durant la guerra de 1870, les sales de billar són utilitzades d'infermeria. La primera revista és presentada el 1883 i l'opereta, dos anys més tard. El cantant Paulus recompra l'establiment el 1892. Harry Fragson, Aristide Bruant o el mateix Buffalo Bill s'hi donen a conèixer. El 1897, amb la represa de Max Dorfeuil, aquesta sala acull Dranem i Félix Mayol.
En el decurs del segle xx, la sala coneix diverses fortunes i canvis de propietaris. Gràcies a posar-se de moda a partir de 1910, a una restauració de la sala i a una programació consagrada a les revistes de José de Bérys (Maurice Chevalier hi coneix els seus primers èxits), la companyia del Bataclan pot fer unes gires per Amèrica del Sud que esdevenen un desastre financer.
El 1926, la sala és revenuda i transformada en un cinema. L'any següent torna a ser un teatre amb Henri Varna. El 1932 torna a ser cinema, aquesta vegada sonor. L'any 1933 és víctime d'un incendi que destrueix una part notable dels balcons. L'edifici original, amb l'aplicació de les noves normatives de seguretat de 1950, és modificat parcialment. El 1969, el cinema tanca les portes. El 1983 retroba la seva vocació de sala d'espectacles de la mà d'André Engel.
El Bataclan actual, dirigit des de 2004 per Jules Frutos i Olivier Poubelle fa una programació molt eclèctica basada en concerts, espectacles, cafè teatre i discoteca. La seva façana va retrobar els seus colors originals l'any 2006.
L'establiment va ser classificat com monument històric l'any 1991.

## Atemptat de novembre de 2015
El 13 de novembre de 2015, en un dels atemptats de París del 13 i 14 de novembre de 2015, unes 100 persones foren retingudes per un grup d'assaltants durant un concert de la banda californiana de rock Eagles of Death Metal. El segrest va acabar poc abans de la 1 de la matinada de l'endemà, amb una operació policial i un gran nombre de ferits i víctimes mortals.